# Когда улетают аисты
«Когда улетают аисты» — советский фильм 1964 года снятый на киностудии «Молдова-фильм» режиссёром Вадимом Лысенко по сценарию Валериу Гажиу «Исповедь Кристиана Луки». Фильм посмотрели 2,2 млн зрителей.

## Сюжет
В молдавском селе старик-виноградарь Кристиан Лука живёт отдельно ото всех, верный своим патриархальным представлениям. Он узнаёт, что старый виноградник решено снести, чтобы на его месте посадить новые лозы. Старик падает духом решая, что пришла его пора уступить место молодым. Но председатель колхоза, понимая настроение старика, сохраняет его виноградник. И старик подрезает старую лозу, чтобы она дала новые побеги. Труд возвращает ему ощущение молодости, наполняет жизненными силами, и он больше не сторонится больше людей, а принимает активное участие в их жизни и делах колхоза, понимая, что человек не должен жить изолированно от людей, и что его бессмертие — в добрых делах, остающихся людям после него.

## В ролях
- Николай Мордвинов — старый Лука
- Думитру Фусу — Иона, тракторист
- Ольга Гобзева — Иляна
- Николай Губенко — Раду
- Анатолий Федоринов — председатель колхоза
- Александр Каменко-Александровский — звонарь Иустим
- Ион Музика — Павалаке
- Владимир Зайчук — эпизод